# Städtische Fähre Kiel

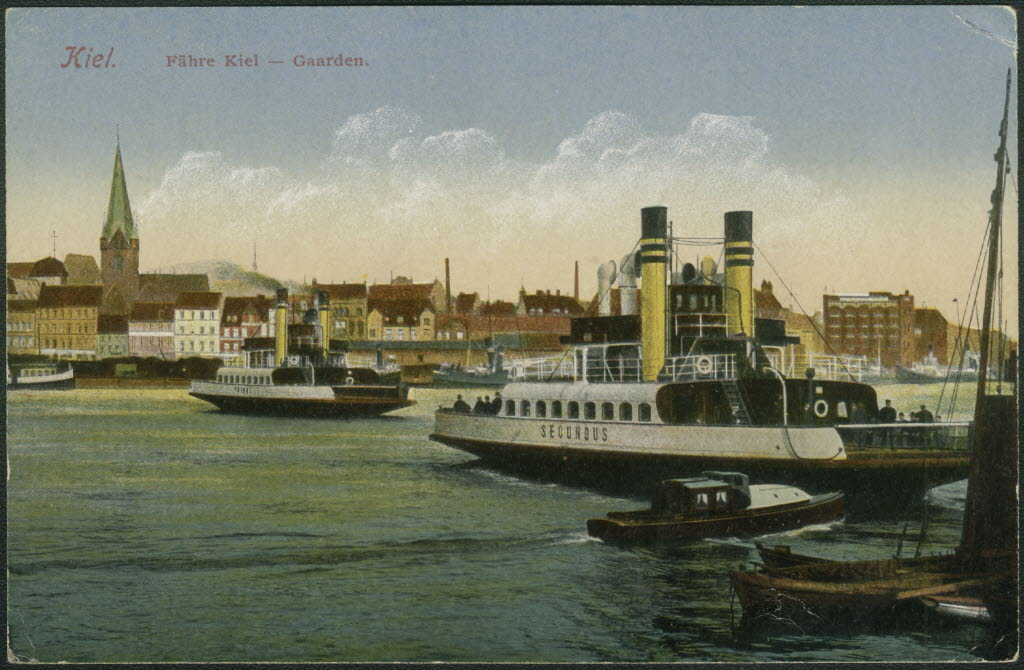
Gaardener Fähren SECUNDUS und PRIMUS

Die Städtische Fähre Kiel war eine Fährverbindung in Kiel, die eine 300 Meter lange Strecke über die Kieler Förde zwischen der am Westufer liegenden Altstadt (54° 19′ 11″ N, 10° 8′ 21,8″ O) und dem Stadtteil Gaarden (54° 19′ 2,9″ N, 10° 8′ 27″ O) querte.

## Geschichte
Im Juli 1904 wurden die Pläne zur Errichtung einer Fährlinie zur Verbindung der Innenstadt mit Gaarden angenommen, nachdem zunächst auch der Bau einer Brücke, eines Tunnels oder einer Schwebefähre diskutiert worden war. Schließlich wurden für den Bau der Fährschiffe und Anlegebrücken insgesamt 430.000 Mark bewilligt.
Für den Betrieb der Fährlinie wurden drei Doppelendfähren bei den Howaldtswerken bestellt, von denen die erste 1907 in Fahrt kam. Die endgültigen Kosten für die drei Schiffe betrugen insgesamt 640.000 Mark und für die Anlegebrücken 300.000 Mark.
Die Fährverbindung wurde im Zweiten Weltkrieg eingestellt und nach dem Krieg nicht wieder aufgenommen. 1952 bis 1962 wurde auf der Strecke eine private Personenfährverbindung betrieben.

## Schiffe
Die auf der Strecke eingesetzten Fähren waren jeweils 30 Meter lang, 10,50 Meter breit und hatten einen Tiefgang von 3,51 Meter. Die Seitenhöhe betrug 4,41 Meter. Angetrieben wurden die Fähren von einer Dampfmaschine. Mit der Maschinenleistung von 350 PS liefen sie rund acht Knoten.
Die Fähren hießen Primus (Baunummer 463, 1907 fertiggestellt), Secundus (Baunummer 646, Ende Juli 1908 fertiggestellt) und Tertius (Baunummer 465). Die Fähre Secundus wurde bald ausgemustert und verkauft. Die 1944 durch Bombentreffer versenkte Tertius wurde nach dem Krieg gehoben und von 1948 bis 1952 vor Düsternbrook als Badeponton genutzt, bevor sie verschrottet wurde. Die Primus wurde 1945 an die Verwaltung des Nord-Ostsee-Kanals verkauft, die sie bis Ende der 1960er-Jahre als Kanalfähre in Brunsbüttel einsetzte. Anschließend wurde sie an ein Wasserbauunternehmen verkauft, das sie als Arbeitsprahm nutzte.
Die Schiffe waren für 600 Personen zugelassen. Auf den Fährschiffen fanden auch drei Pferdefuhrwerke bzw. später mehrere Fahrzeuge Platz. Sie konnten die Fähre auf einer mittig angelegten „Durchfahrt“ überqueren. Über der „Durchfahrt“ befand sich der Steuerstand der Fähren.